# Allegro barbaro
Cet article concerne la pièce pour piano. Pour les autres significations, voir Allegro barbaro (homonymie).
L’Allegro barbaro pour piano BB 63 (Sz. 49) est l'une des pièces les plus célèbres pour piano de Béla Bartók, composée en 1911 — un an avant la Toccata de Prokofiev.

## Présentation
Bartók ne compose, sans arrière-pensée, qu'un Allegro. Le titre est absent de la partition autographe. Il apparaît dans l'édition de 1913 de Nyugat dans son numéro du 1er janvier (p. 57–69). Kodály évoque le clin d'œil humoristique de son confrère, à un critique qui, au festival hongrois de Paris le 12 mars 1910, avait parlé des « jeunes barbares hongrois »,.
Malgré la date de 1921, souvent retenue, Bartók l'a sans doute créé lui-même le 1er février 1913, à Kecskemét, en Hongrie.
Le compositeur se servira ensuite de ce type de traitement rythmique, notamment dans En plein air (1926) et dans l’All'ungherese, extrait des Neuf petites pièces la même année.

## Analyse
Selon Benjamin Suchoff, l’Allegro barbaro est un amalgame d'influences folkloriques roumaine, hongroise et slovaque. La musique paysanne hongroise est basée sur la gamme pentatonique, alors que la musique roumaine est largement chromatique et une influence slovaque apparaît dans la structure en 5, 5, 7, 7, du thème principal.
La mélodie d'ouverture de l’Allegro Barbaro est largement pentatonique (les 22 premières notes de la mélodie utilisent une cellule qui ne se compose que d'un ton et une tierce mineure, l'élément central de la gamme pentatonique). En effet, l'ouverture utilise des éléments thématiques dans le mode phrygien.
La tonalité principale est de fa  mineur, dans une découpe ternaire classique. Malgré son titre, l'œuvre ne présente pas de caractère barbare telle que l'expression peut le laisser entendre dans son acceptation générale. L'écriture en notes diésées ou double-diésées du thème, en raison de la tonalité, se joue en fait sur les touches blanches sur deux pages.
Alkan a composé une pièce intitulée Allegro à la barbaresca, op. 39, que Bartók ne connaissait pas. C'est lors d'un entretien avec Busoni, avant 1911, que le musicien s'est procuré la partition,. Il ne connaissait pas plus l’Allegro barbaro, op. 35.
La première édition en 1913, note  = 96–84 — et l'édition Universal  = 76–84, ce qui fit se moquer Bartók du Moderato barabaro. Dans son enregistrement, le compositeur lui-même dépasse cette marque métronomique pour atteindre  = 100.

## Éditions
- Universal Edition, Vienne 1919.
- G. Henle Verlag / Editio Musica, Munich/Budapest 2016, éd. de László Somfai (OCLC 967752795)

## Transcriptions

### Orchestre
La première transcription a été réalisée, avec l'accord du compositeur, pour orchestre militaire, par le capitaine Arthur Prévost (1888–1967) pour le 1er Régiment des Guides à Bruxelles (Belgique). L'œuvre a été enregistré par l'ensemble en 1929 pour HMV.
La composition a été arrangée pour orchestre par Jenő Kenessey (eo) en 1946.

### Arrangement rock
Elle a également été reprise par Emerson, Lake and Palmer en 1970, sous le titre The Barbarian, présent dans leur premier album homonyme.

## Discographie
Parmi la centaine de versions enregistrées, on peut retenir les grands noms suivants :
- György Sándor (1954, DG ; 1961, Vox ; 1995, « vol. 4 » Sony SK 68279) (OCLC 34218737)
- Zoltán Kocsis (août 1993, « vol. 2 » Philips Classics) (OCLC 422014902)
- Jenő Jandó (janvier 2000, « vol. 3 » Naxos) (OCLC 977370727)